# Заволгин, Виктор Александрович
Заволгин Виктор Александрович (род. 21 сентября 1948, Владимир) — советский и украинский хоровой дирижёр и музыкальный педагог. Заслуженный деятель искусств Украины (2009).

## Биография
Родился 21 сентября 1948 года в городе Владимире Владимирской области.
В 1973 году окончил музыкально-педагогический факультет Киевского педагогического института (класс Виктора Иконника).
В 1973—1975 годах — преподаватель Уманского музыкально-педагогического училища.
С 1975 года — преподаватель Криворожского музыкального училища по специализации «Хоровое дирижирование».
В 1989 году окончил Одесскую консерваторию (класс Григория Лиознова).

## Творческая деятельность
В 1986 году совместно с Людмилой Красильниковой при Криворожском музыкальном училище основал и возглавил камерный хор «Возрождение», который стал дипломантом всеукраинских конкурсов хоровых коллективов имени Дениса Сичинского (Ивано-Франковск, 1995, 1-я премия) и 4-го имени Николая Леонтовича (Киев, 2002, 1-я премия), 6-го интернационального конкурса молодёжных коллективов (Велдховен, Нидерланды, 2001, гран-при), международного конкурса хоровых коллективов «Ниш-2004» (Ниш, Сербия, 2004, гран-при).

## Награды
- Заслуженный деятель искусств Украины (24 ноября 2009)[2];
- Знак «За заслуги перед городом» (Кривой Рог) 2-й степени (13 сентября 2017) — за многолетний плодотворный творческий труд, высокий профессионализм, весомый личный вклад в эстетическое воспитание растущего поколения и по случаю 70-летнего юбилея.